# تلنیتسه (ناحیه وستی ناد لابم)
تلنیتسه (به چکی: Telnice) یک منطقهٔ مسکونی و روستا در جمهوری چک است که در Ústí nad Labem District واقع شده‌است. تلنیتسه ۹٫۹۰ کیلومتر مربع مساحت و ۷۴۵ نفر جمعیت دارد و ۳۴۵ متر بالاتر از سطح دریا واقع شده‌است.